# Hwozdownia
Hwozdownia – stosowany w bartnictwie kołek umocowany na stałe w pniu drzewa, na który bartnik zawieszał śniot chcąc mieć wolne obie ręce podczas pracy przy pszczołach, będąc podwieszony u wlotu barci na leziwie.
Najczęściej hwozdownie były zlokalizowane z prawej strony barci, ale na terenie Białowieskiego Parku Narodowego znane są drzewa bartne z hwozdownią ulokowaną po lewej stronie. Może to wskazywać na leworęczność bartnika pracującego przy takich barciach.